# Leng Tch'e/Fuck the Facts
Leng Tch'e/Fuck the Facts è uno split album dei gruppi grindcore Leng Tch'e e Fuck the Facts, pubblicato nel 2008.

## Tracce

### Leng Tch'e
1. Misleading Innuendos - 02:39
2. Redemption Meltdown - 02:30
3. The Hand That Strangles - 02:19
4. Black Holes - 04:15

### Fuck the Facts
1. Like Yesterday - 01:11
2. Self-Traitor - 01:33
3. Everyone Is Robbing the Dead - 02:00
4. Slave - 01:07
5. Charlatan - 01:39
6. My Failures (Just Like Yesterday) - 02:57

## Formazione

### Leng Tch'e
- Serge Kasongo - voce
- Jan Hallaert - chitarra
- Nicolas Malfeyt - basso
- Tony Van den Eynde - batteria